# 道同
道同（？—1380年），中書省河間路河間縣（今属河北河间市）人。蒙古族。元末明初政治人物，同進士出身。他在洪武年间被任命为太常司贊禮郎，并后来出任番禺知县。道同以严格执法和拒绝违理要求而著称，特别是在面对权贵的不法行为时表现出的不屈不挠，赢得了极高的声誉。然而他坚持原则的态度使他与当地权贵，特别是永嘉侯朱亮祖发生了严重的冲突，最终导致他在洪武十三年（1380年）被皇帝朱元璋下旨处决。
道同枉死后引起了当地民众的深切悼念。有人甚至刻木像以资纪念并向其祭祀，并因向他祈祷占卜时常灵验而有民间传说视他为神明。

## 簡介
道同為人剛正，與當地的土豪劣紳發生衝突。
洪武十三年（1380年）永嘉侯朱亮祖鎮廣州城，亮祖為人驕矜，「不知學，所為多不法。」番禺土豪劣紳勾結亮祖，為非作歹。道同將朱亮祖惡行上奏朝廷，朱亮祖則趕在道同之前，先向洪武帝朱元璋上奏，先劾道同“訕傲無禮”。朱元璋不明事理，性格暴躁，立刻敕令處死道同。不久在看道同奏章時，方知受朱亮祖之騙。立即派使者赦免道同，但道同已被斬。
道同枉死，民眾皆惋惜，在家裏供奉他的牌位，向牌位問卜，都非常靈驗，所以縣民都傳說道同升天成神了。朱元璋也悔恨不已，痛恨朱亮祖。
洪武十三年（1380年）九月三日，朱元璋召朱亮祖父子到金陵，將朱亮祖及其長子朱暹鞭撻而死，但以侯爵禮儀安葬了亮祖。